# 卡氏园蛛
卡氏园蛛（学名：Araneus cavaleriei）为园蛛科园蛛属的动物。在中国大陆，分布于甘肃、广西等地，常见于草丛及灌木丛。该物种的模式产地在甘肃。